# Guldskon
Guldskon (franska: Soulier d'Or, engelska: European Golden Shoe eller European Golden Boot) är ett pris som går till den herrspelare i fotboll i Europa som lyckas göra flest mål för sitt klubblag i en högstadivision. Priset började delas ut i samband med säsongen 1967/1968 och delades ursprungligen ut till den fotbollsspelare som hade gjort flest mål i Europa oavsett serie, men sedan säsongen 1996/1997 delas priset ut enligt ett viktat system baserat på en Uefa-ranking av de europeiska ligorna, något som innebär att ett mål i de högre rankade serierna (England, Tyskland, Italien, Frankrike och Spanien) är värt mer än ett mål i serierna med lägre status. Exempelvis är ett mål i Allsvenskan värt 1,0 poäng, ett mål i skotska eller nederländska ligan är värt 1,5 poäng medan 1 mål i Premier League, Serie A eller La Liga är värt 2,0 poäng. Målgivande passning (assist) räknas inte in i statistiken.
Henrik Larsson är hittills den ende svensk som har vunnit guldskon, något som han gjorde 2001 när han lyckades göra 35 mål för skotska Celtic FC.

## Historia
Mellan 1968 och 1991 delades priset ut till den spelare som gjorde flest mål i någon av de europeiska högstaligorna, oavsett ligans styrka och antalet matcher som krävdes för att göra målen. Under denna period vann Eusébio, Gerd Müller, Dudu Georgescu och Fernando Gomes Guldskon två gånger var.
Efter protester från Cyperns fotbollsförbund, som påstod att en cypriotisk fotbollsspelare med 40 mål skulle ha tilldelats priset (trots att de officiellt bästa målskyttarna för den säsongen båda är listade på 19 mål), slutade L'Équipe att dela ut priset mellan åren 1991 och 1996.
Sedan säsongen 1996/1997 har European Sports Media delat ut Guldskon, baserat på ett poängsystem som ger spelare i en tuffare liga en chans att vinna även om de skulle göra färre mål än en spelare i en svagare högstaliga. Poängsystemets viktning bestäms av ligans ranking på Uefas ligakoefficient, som i sin tur beror på varje enskild ligas klubbars framgångar i europeiska turneringar under de föregående fem säsongerna. Gjorda mål i de fem högsta ligorna enligt Uefas ligakoefficient multipliceras med en faktor av 2,0, gjorda mål i ligorna placerade sex till 21 på samma lista multipliceras med en faktor av 1,5, och gjorda mål i ligorna placerade 22 och neråt multipliceras med en faktor av 1,0. Därmed betyder mål som görs i bättre placerade ligor på Uefas ligakoefficient mer än mål som görs i lägre placerade ligor. Sedan denna ändring har endast två spelare som inte spelade i en av de fem bästa ligorna tilldelats priset (Henrik Larsson i Skotska Premier League samt Mario Jardel i Primeira Divisão och Primeira Liga).
Tidigare har Guldskon kunnat delas mellan flera vinnare, men detta ändrades inför säsongen 2019/2020. Om två spelare skulle hamna på lika många poäng tilldelas nu priset den spelare som har spelat minst antal minuter.

## Vinnare

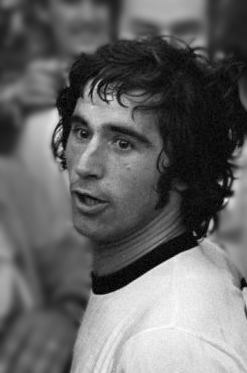
Gerd Müller var den förste spelaren som vann priset två gånger.

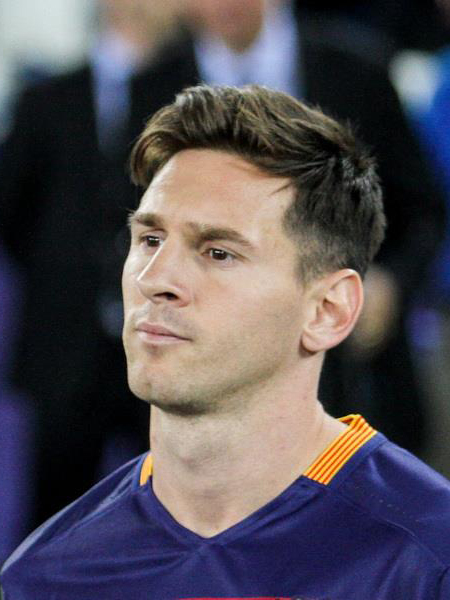
Lionel Messi var den förste spelaren som vann priset tre gånger och även fem gånger.

| Spelare (X) | Visar på antalet gånger spelaren har vunnit priset vid det tillfället. |
| ^           | Visar på ifall spelaren lag vann ligan den säsongen.                   |

| Säsong                                       | Namn                   | Klubb               | Liga                    | Mål | Poäng |
| -------------------------------------------- | ---------------------- | ------------------- | ----------------------- | --- | ----- |
| Vinnare tilldelades av L'Équipe              |                        |                     |                         |     |       |
| 1967–68                                      | Eusébio                | Benfica ^           | Primeira Divisão        | 43  | -     |
| 1968–69                                      | Petar Zhekov           | CSKA Sofia ^        | Bulgarien A PFG         | 36  | -     |
| 1969–70                                      | Gerd Müller            | Bayern München      | Bundesliga              | 38  | -     |
| 1970–71                                      | Josip Skoblar          | Marseille ^         | Ligue 1                 | 44  | -     |
| 1971–72                                      | Gerd Müller (2)        | Bayern München ^    | Bundesliga              | 40  | -     |
| 1972–73                                      | Eusébio (2)            | Benfica ^           | Primeira Divisão        | 40  | -     |
| 1973–74                                      | Héctor Yazalde         | Sporting Lissabon ^ | Primeira Divisão        | 46  | -     |
| 1974–75                                      | Dudu Georgescu         | Dinamo București ^  | Liga I                  | 33  | -     |
| 1975–76                                      | Sotiris Kaiafas        | Omonia Nicosia ^    | Cypriotiska Division 1  | 39  | -     |
| 1976–77                                      | Dudu Georgescu (2)     | Dinamo București ^  | Liga I                  | 47  | -     |
| 1977–78                                      | Hans Krankl            | Rapid Vienna        | Österrikiska Bundesliga | 41  | -     |
| 1978–79                                      | Kees Kist              | AZ Alkmaar          | Eredivisie              | 34  | -     |
| 1979–80                                      | Erwin Vandenbergh      | Lierse              | Jupiler League          | 39  | -     |
| 1980–81                                      | Georgi Slavkov         | PFC Botev Plovdiv   | Bulgarien A PFG         | 31  | -     |
| 1981–82                                      | Wim Kieft              | Ajax ^              | Eredivisie              | 32  | -     |
| 1982–83                                      | Fernando Gomes         | Porto               | Primeira Divisão        | 36  | -     |
| 1983–84                                      | Ian Rush               | Liverpool ^         | First Division          | 32  | -     |
| 1984–85                                      | Fernando Gomes (2)     | Porto ^             | Primeira Divisão        | 39  | -     |
| 1985–86                                      | Marco van Basten       | Ajax                | Eredivisie              | 37  | -     |
| 1986–87                                      | Rodion Cămătaru        | Dinamo București    | Liga I                  | 44  | -     |
| 1986–87                                      | Toni Polster           | Austria Wien        | Österrikiska Bundesliga | 39  | -     |
| 1987–88                                      | Tanju Çolak            | Galatasaray ^       | Süper Lig               | 39  | -     |
| 1988–89                                      | Dorin Mateuţ           | Dinamo București    | Liga I                  | 43  | -     |
| 1989–90                                      | Hugo Sánchez           | Real Madrid ^       | La Liga                 | 38  | -     |
| 1989–90                                      | Hristo Stoitjkov       | CSKA Sofia ^        | Bulgarien A PFG         | 38  | -     |
| 1990–91                                      | Darko Pančev           | Crvena Zvezda ^     | Jugoslaviska Division 1 | 34  | -     |
| Vinnare tilldelades inte till att börja med  |                        |                     |                         |     |       |
| 1991–92                                      | Ally McCoist           | Rangers FC ^        | Skotska Premier League  | 34  | -     |
| 1992–93                                      | Ally McCoist (2)       | Rangers FC ^        | Skotska Premier League  | 34  | -     |
| 1993–94                                      | David Taylor           | Porthmadog          | League of Wales         | 43  | -     |
| 1994–95                                      | Arsen Avetisyan        | Homenetmen          | Armeniska fotbollsligan | 39  | -     |
| 1995–96                                      | Zviad Endeladze        | Zestaponi           | Umaghlesi Liga          | 40  | -     |
| Vinnare tilldelades av European Sports Media |                        |                     |                         |     |       |
| 1996–97                                      | Ronaldo                | Barcelona           | La Liga                 | 34  | 68    |
| 1997–98                                      | Nikos Machlas          | SBV Vitesse         | Eredivisie              | 34  | 68    |
| 1998–99                                      | Mário Jardel           | Porto               | Primeira Divisão        | 36  | 72    |
| 1999–00                                      | Kevin Phillips         | Sunderland          | Premier League          | 30  | 60    |
| 2000–01                                      | Henrik Larsson         | Celtic ^            | Skotska Premier League  | 35  | 52,5  |
| 2001–02                                      | Mário Jardel (2)       | Sporting Lissabon ^ | Primeira Liga           | 42  | 63    |
| 2002–03                                      | Roy Makaay             | Deportivo La Coruña | La Liga                 | 29  | 58    |
| 2003–04                                      | Thierry Henry          | Arsenal ^           | Premier League          | 30  | 60    |
| 2004–05                                      | Thierry Henry (2)      | Arsenal             | Premier League          | 25  | 50    |
| 2004–05                                      | Diego Forlán           | Villarreal          | La Liga                 | 25  | 50    |
| 2005–06                                      | Luca Toni              | Fiorentina          | Serie A                 | 31  | 62    |
| 2006–07                                      | Francesco Totti        | Roma                | Serie A                 | 26  | 52    |
| 2007–08                                      | Cristiano Ronaldo      | Manchester United ^ | Premier League          | 31  | 62    |
| 2008–09                                      | Diego Forlán (2)       | Atlético Madrid     | La Liga                 | 32  | 64    |
| 2009–10                                      | Lionel Messi           | FC Barcelona ^      | La Liga                 | 34  | 68    |
| 2010–11                                      | Cristiano Ronaldo (2)  | Real Madrid         | La Liga                 | 40  | 80    |
| 2011–12                                      | Lionel Messi (2)       | FC Barcelona        | La Liga                 | 50  | 100   |
| 2012–13                                      | Lionel Messi (3)       | FC Barcelona ^      | La Liga                 | 46  | 92    |
| 2013–14                                      | Cristiano Ronaldo (3)  | Real Madrid         | La Liga                 | 31  | 62    |
| 2013–14                                      | Luis Suárez            | Liverpool FC        | Premier League          | 31  | 62    |
| 2014-15                                      | Cristiano Ronaldo (4)  | Real Madrid         | La Liga                 | 48  | 96    |
| 2015-16                                      | Luis Suárez (2)        | FC Barcelona ^      | La Liga                 | 40  | 80    |
| 2016–17                                      | Lionel Messi (4)       | FC Barcelona        | La Liga                 | 37  | 74    |
| 2017–18                                      | Lionel Messi (5)       | FC Barcelona ^      | La Liga                 | 34  | 68    |
| 2018–19                                      | Lionel Messi (6)       | FC Barcelona ^      | La Liga                 | 36  | 72    |
| 2019–20                                      | Ciro Immobile          | Lazio               | Serie A                 | 36  | 72    |
| 2020–21                                      | Robert Lewandowski     | Bayern München ^    | Bundesliga              | 41  | 82    |
| 2021–22                                      | Robert Lewandowski (2) | Bayern München ^    | Bundesliga              | 35  | 70    |
| 2022–23                                      | Erling Haaland         | Manchester City ^   | Premier League          | 36  | 72    |
| 2023–24                                      | Harry Kane             | Bayern München      | Bundesliga              | 36  | 72    |

Noteringar
1. ↑  Ursprungliga vinnaren Rodion Cămătaru under säsongen 1986–87 (med 44 mål) diskvalificerades och trofén tilldelades istället Toni Polster år 1990. Dock fick Cămǎtaru behålla sin kopia av trofén.[5]
2. ↑  Darko Pančev fick sitt pris för säsongen 1990/91 senare, under 2006,[6] efter en protest från Cypern där en spelare påstods ha gjort 40 mål (de officiellt bästa målskyttarna den säsongen var Suad Beširević och Panayiotis Xiourouppas, listade med 19 mål vardera). På grund av detta beslutade France Football att göra tävlingen inofficiell.[5]

## Statistik

### Flerfaldiga vinnare

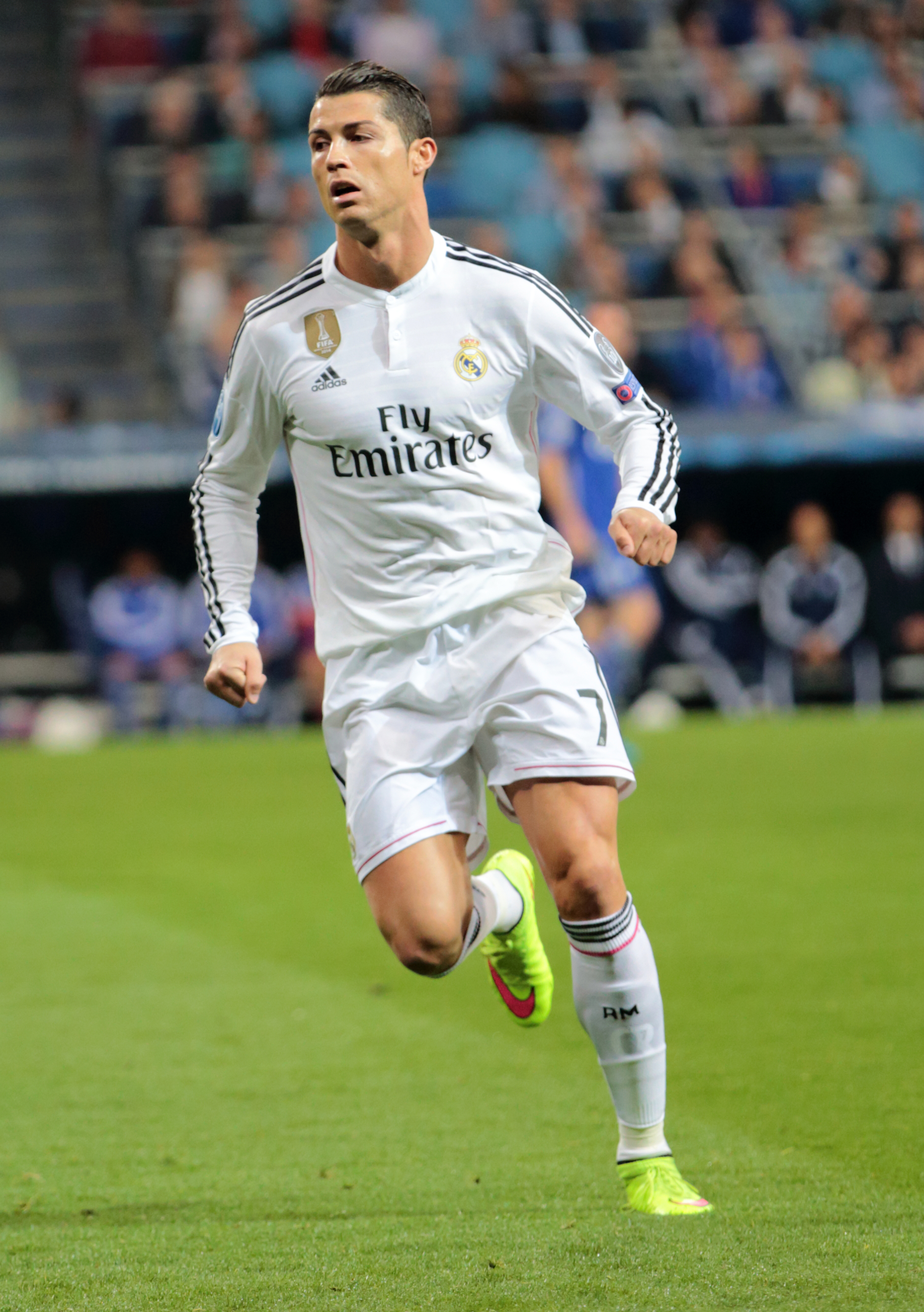
Cristiano Ronaldo blev förste spelare att vinna guldskon i två olika ligor. Han var även den förste spelaren som vann guldskon fyra gånger.

Lionel Messi är den enda spelaren som har tilldelats priset vid 6 olika tillfällen, samtliga gånger har han spelat för Barcelona. Messi innehar dessutom rekordet för flest antal mål under en enskild säsong, då han under säsongen 2011/12 nådde upp till 50 mål; vilket även innebär att han har rekordet för antalet poäng som man införskaffar sig, på 100 poäng. Bayern Münchens Gerd Müller var den första spelaren som vann Guldskon två gånger, detta under säsongerna 1969/70 och 1971/72. Messi var den första som vann utmärkelsen tre gånger, Cristiano Ronaldo var den första som vann priset fyra gånger och Messi var återigen den första, och hittills enda, spelare som har lyckats vinna priset hela fem och sex gånger. Endast Messi (2016/17, 2017/18 och 2018/19) har vunnit Guldskon tre år i rad. Thierry Henry (2003/04, 2004/05), Lionel Messi (2011/12, 2012/13 samt 2016/17, 2017/18, 2018/19), Cristiano Ronaldo (2013/14, 2014/15), Ally McCoist (1991/92, 1992/93) och Robert Lewandowski (2020/21, 2021/22) har tilldelats utmärkelsen två år efter varandra. Diego Forlán (Villareal, Atlético Madrid), Luis Suárez (Liverpool, Barcelona) Mário Jardel (Porto, Sporting Lissabon) och Cristiano Ronaldo (Manchester United, Real Madrid) är de enda som har vunnit priset med två olika klubbar.
| Namn               | Vinster | Säsonger                                             |
| ------------------ | ------- | ---------------------------------------------------- |
| Lionel Messi       | 6       | 2009–10, 2011–12, 2012–13, 2016–17, 2017–18, 2018–19 |
| Cristiano Ronaldo  | 4       | 2007–08, 2010–11, 2013–14 (Delad), 2014–15           |
| Eusébio            | 2       | 1967–68, 1972–73                                     |
| Gerd Müller        | 2       | 1969–70, 1971–72                                     |
| Dudu Georgescu     | 2       | 1974–75, 1976–77                                     |
| Fernando Gomes     | 2       | 1982–83, 1984–85                                     |
| Ally McCoist       | 2       | 1991–92, 1992–93                                     |
| Mário Jardel       | 2       | 1998–99, 2001–02                                     |
| Thierry Henry      | 2       | 2003–04, 2004–05 (Delad)                             |
| Diego Forlán       | 2       | 2004–05 (Delad), 2008–09                             |
| Luis Suárez        | 2       | 2013–14 (Delad), 2015–16                             |
| Robert Lewandowski | 2       | 2020–21, 2021–22                                     |

### Vinnare per klubb
| Klubb               | Totalt | Spelare |
| ------------------- | ------ | ------- |
| Barcelona           | 8      | 3       |
| Bayern München      | 5      | 3       |
| Real Madrid         | 4      | 2       |
| Dinamo București    | 3      | 2       |
| Porto               | 3      | 2       |
| CSKA Sofia          | 2      | 2       |
| Liverpool           | 2      | 2       |
| Ajax                | 2      | 2       |
| Sporting Lissabon   | 2      | 2       |
| Arsenal             | 2      | 1       |
| Benfica             | 2      | 1       |
| Rangers             | 2      | 1       |
| Homenetmen Jerevan  | 1      | 1       |
| Austria Wien        | 1      | 1       |
| Rapid Wien          | 1      | 1       |
| Lierse              | 1      | 1       |
| Botev Plovdiv       | 1      | 1       |
| Omonia Nicosia      | 1      | 1       |
| Manchester City     | 1      | 1       |
| Manchester United   | 1      | 1       |
| Sunderland          | 1      | 1       |
| Marseille           | 1      | 1       |
| Zestafoni           | 1      | 1       |
| Fiorentina          | 1      | 1       |
| Lazio               | 1      | 1       |
| Roma                | 1      | 1       |
| AZ                  | 1      | 1       |
| Vitesse             | 1      | 1       |
| Celtic              | 1      | 1       |
| Atlético Madrid     | 1      | 1       |
| Deportivo La Coruña | 1      | 1       |
| Villarreal          | 1      | 1       |
| Galatasaray         | 1      | 1       |
| Porthmadog          | 1      | 1       |
| Röda stjärnan       | 1      | 1       |

### Vinnare per nation
| Nation        | Totalt | Spelare |
| ------------- | ------ | ------- |
| Portugal      | 8      | 3       |
| Argentina     | 7      | 2       |
| Nederländerna | 4      | 4       |
| Uruguay       | 4      | 2       |
| Italien       | 3      | 3       |
| Bulgarien     | 3      | 3       |
| Rumänien      | 3      | 2       |
| Brasilien     | 3      | 2       |
| Österrike     | 2      | 2       |
| Wales         | 2      | 2       |
| Jugoslavien   | 2      | 2       |
| England       | 2      | 2       |
| Polen         | 2      | 1       |
| Frankrike     | 2      | 1       |
| Västtyskland  | 2      | 1       |
| Skottland     | 2      | 1       |
| Armenien      | 1      | 1       |
| Belgien       | 1      | 1       |
| Cypern        | 1      | 1       |
| Georgien      | 1      | 1       |
| Grekland      | 1      | 1       |
| Mexiko        | 1      | 1       |
| Norge         | 1      | 1       |
| Sverige       | 1      | 1       |
| Turkiet       | 1      | 1       |

### Vinnare per liga
| Liga                           | Totalt | Spelare |
| ------------------------------ | ------ | ------- |
| La Liga                        | 15     | 7       |
| Premier League                 | 7      | 6       |
| Primeira Liga                  | 7      | 4       |
| Eredivisie                     | 4      | 4       |
| Bundesliga                     | 4      | 2       |
| Serie A                        | 3      | 3       |
| A Profesionalna Futbolna Grupa | 3      | 3       |
| Skotska Premier League         | 3      | 2       |
| Liga I                         | 3      | 2       |
| Österrikiska Bundesliga        | 2      | 2       |
| Ligue 1                        | 1      | 1       |
| Cypriotiska förstaligan        | 1      | 1       |
| Jupiler Pro League             | 1      | 1       |
| Süper Lig                      | 1      | 1       |
| Jugoslaviska förstaligan       | 1      | 1       |
| Cymru Premier                  | 1      | 1       |
| Armeniska förstaligan          | 1      | 1       |
| Erovnuli Liga                  | 1      | 1       |